# Ceratobasidium globisporum
Ceratobasidium globisporum é uma espécie de fungo pertencente à família Ceratobasidiaceae.